# Psychotria bulilimontis
Psychotria bulilimontis är en måreväxtart som beskrevs av W.N.Takeuchi. Psychotria bulilimontis ingår i släktet Psychotria och familjen måreväxter.

## Underarter
Arten delas in i följande underarter:
- P. b. aestuarii
- P. b. bulilimontis